# Sri Rangam
Sri Rangam es una isla fluvial situada en la ciudad de Tiruchi en el estado de Tamil Nadú, al sur de la India.
Está formado por el río Kaverí y el Kolidam (un afluente del Kaverí, que pasa por el norte de la isla). La isla tiene 31 km de longitud y 2,4 km de ancho. Está limitada por el Anaicut superior hacia el oeste y el Gran Anaicut hacia el este.
La ciudadela de Sri Rangam, un destacado centro de peregrinación hindú, se encuentra en el centro de esta isla.
La mayor parte de la isla forma parte de la zona de Srirangam en la Corporación Municipal Tiruchirappalli e incluye los suburbios de Sri Rangam, Thiruvanaikaval, Srinivasa Nagar y Gita Puram.